# Арцибушев Юрій Костянтинович
Ю́рій Костянти́нович Арцибушев (рос. Юрий Константинович Арцыбушев; * 16 (28) березня 1877 — † 12 листопада 1952, село Бакара, Казахстан) — російський художник, журналіст.

## Біографічні відомості
Батько Костянтин Дмитрович Арцибушев (1849—1901) був інженером-шляховиком, компаньйоном Сави Мамонтова, директором правління Московсько-Ярославсько-Архангельської залізниці.
1898 року Юрій Арцибушев вступив на архітектурне відділення Вищого художнього училища при Академії мистецтв у Санкт-Петербурзі. Навчання не закінчив.
1905 року Юрій Арцибушев видавав тижневик «Зритель» — журнал політико-громадської сатири. Вийшло 25 номерів. Останні два номери конфіскували в друкарні, а Юрія Арцибушева засудили до 2,5 року ув'язнення у фортеці, але після касаційної скарги в Сенат виправдали. Наприкінці 1907 року Сенат припинив справу про журнал, і Арцибушев відновив випуск «Зрителя».
1908 року Арцибушев переїхав у Москву. Був членом Московського літературно-художнього гуртка, співпрацював із журналом «Кривое зеркало», газетою «Русь».
Створив серію портретів видатних діячів російської культури. Після Лютневої революції та в роки громадянської війни створив серії портретів діячів революції та лідерів білого руху. Юрій Арцибушев малював у Смольному, на засіданнях Петроградської Ради, Державної Наради та Установчих зборів.
Від 1918 року жив у Києві, Одесі. 1920 року емігрував. Мешкав в Алжирі, Франції, Італії.
1926 року Арцибушев передав до Російського закордонного історичного архіву (РЗІА) понад 200 оригінальних малюнків (два альбоми).
1946 року Арцибушев повернувся в СРСР і поселився в Тбілісі. 16 квітня 1952 року сім'ю Арцибушевих вислали на спецпоселення в Південний Казахстан.